# Гансовський Север Феліксович
Се́вер Фе́ліксович Гансо́вський (рос. Се́вер Фе́ликсович Гансо́вский, 15 грудня 1918, Київ — 6 вересня 1990, Москва) — радянський та російський письменник-фантаст, а також драматург та художник.

## Біографія
Север Гансовський народився у 1918 році у Києві одночасно із своєю сестрою Веронікою в сім'ї поляка Фелікса Гансовського та дочки багатих латвійських селян Елли-Йоганни Мей. За два роки батько майбутнього письменника помер, а мати з двома дітьми перебралася до Петрограда. Пізніше, у 30-х роках ХХ століття, мати Гансовського була репресована, спочатку її арештували, а в 1938 році вона була розстріляна. Майбутнього письменника та його сестру виховували бабуся і тітка. За власними спогадами Севера Гансовського, він заледве закінчив 7 класів школи, та поїхав з Ленінграда, влаштувавшись на роботу в Мурманську. У цьому місті майбутній письменник працював у різних місцях матросом, електромонтером та вантажником. У 1937 році Гансовський повернувся до Ленінграда, та спробував вступити до морського технікуму, проте його не допустили до складання іспитів. Унаслідок цього Север Гансовський вирішив вступити до Ленінградського електротехнічного технікуму. Там майбутній письменник навчався протягом більш ніж двох років, проте, незважаючи на це, що вчився він добре, покинув навчання, та у 1940 році вступив на філологічний факультет Ленінградського університету.
У 1941 році, з початком німецько-радянської війни, Север Гансовський полишає навчання в університеті, та вирішує піти добровольцем у Червону Армію. Проте у військкоматі, прочитавши у його документах національність «поляк», вирішили направити його у Кіров, де в той час формувалась польська армія генерала Андерса. Проте Гансовський від цієї пропозиції відмовився, після чого в його документах національність виправили на «росіянин», та відправили в Червону Армію на фронт. Під час війни Гансовський був снайпером та розвідником у морській піхоті, брав участь у обороні Леніграда, кілька разів був поранений. У 1942 році його рідним навіть помилково відправили повідомлення про його загибель у бою. У цьому ж 1942 році із госпіталем пораненого Севера Гансовського евакуювали з-під блокадного Ленінграда до Тюмені, та демобілізували з армії внаслідок інвалідності.
Після демобілізації з армії Гансовський вирішив поїхати до Фергани, та поступив до Московського інституту східних мов, який знаходився там у евакуації. Проте там він навчався лише кілька місяців, та вирішив продовжити навчання на філологічному факультеті Московського університету, який на той час знаходився в евакуації в Алма-Аті. Проте в Казахстані Север Гансовський захворів на тиф, та вимушений був припинити навчання. Після одужання він влаштувався на роботу поштарем, пізніше працював шкільним вчителем. Далі Гансовський тривалий час, аж до закінчення війни, працював на кінному заводі.
Після закінчення війни Север Гансовський перебрався до Одеси, де жив на пенсію, та перебивався випадковими заробітками. У 1947 році Гансовський повернувся до Ленінграда, та відновився на філологічному факультеті університету, який закінчив у 1951 році. Після закінчення вишу він мав запрошення вступити до аспірантури, проте Гансовський вирішив присвятити себе літературній діяльності. Спочатку він друкувався у місцевих ленінградських видавництвах, писав повісті про війну. проте під впливом знайомства із братами Стругацькими розпочав писати фантастику. У 60-х роках ХХ століття Север Гансовський перебрався до Москви, де входив до неформального московського гуртка письменників-фантастів, організованого за ініціативою Сергія Жемайтіса, який збирався у редакції фантастики видавництва «Молода гвардія» (у цей гурток входили також Аркадій Стругацький, Олександр Мірер, Анатолій Дніпров, Єремій Парнов, Михайло Ємцев, Дмитро Біленкін, Аріадна Громова, Роман Подольний). У 1966 році Гансовський взяв участь у написанні фантастичної повісті-буріме «Ті, що летять крізь мить», де на прохання інших учасників, написав відразу два розділи — шостий і сьомий. У кінці 80-х років ХХ століття Север Гансовський брав участь у перших всесоюзних з'їздах клубів шанувальників фантастики, зокрема на з'їзді «Аеліта-87» у Свердловську. У 1989 році Северу Гансовському за збірку «Інстинкт?» присуджена премія «Аеліта», проте у зв'язку із хворобою він не зумів прибути на вручення премії. Наступного року, 6 вересня 1990 року, Север Гансовський помер у Москві.

## Літературна творчість
Літературну творчість Север Гансовський розпочав ще під час навчання в університеті в 1950 році. Його перші твори увійшли до збірки оповідань «У рядах борців», опублікованому у видавництві «Дитяча література», до якої увійшли оповідання, присвячені розповіді про боротьбу за свої класові права робітників у капіталістичних країнах. У 50-х роках ХХ століття письменник також написав кілька творів військової тематики, зокрема п'єсу «Північно-західніше Берліна». Проте поступово, під впливом тодішньої соціалістичної дійсності, Гансовський змінив свої уподобання, та розпочав писати фантастичну літературу. Першим його фантастичним літературним твором стала повість «Кроки у невідоме», присвячена темі штучного сповільнення часу, яка опублікована в 1961 році в альманасі «Світ пригод» у видавництві «Дитяча література». Під час надання повісті до ознайомлення у видавництво Север Гансовський познайомився із Аркадієм Стругацьким, який на той час працював літературним редактором у видавництві, й це знайомство переросло у тривалу дружбу та творче співробітництво. Гансовський постійно давав старшому Стругацькому для ознайомлення свої нові фантастичні твори, аж поки Аркадій Натанович повідомив йому, що вони всі включені до першої авторської збірки Гансовського, яка отримала назву за його першою повістю «Кроки в невідоме».
Для творчості Севера Гансовського характерно переважання коротких літературних форм. У його доробку значно переважають оповідання, є також 9 повістей та 9 п'єс, і немає жодного роману. Характерною рисою багатьох його творів є зустріч людини з невідомим (як явищем, так і невідомими істотами, або прибульцями з інших світів), причому автор однаково добре описує як реакцію людей на невідоме, так і саме явище або істоту. Часто письменник описував у творах раптову появу в людини якихось надзвичайних властивостей, та як вони відбиваються на житті цієї людини. Часто героями творів Гансовського ставали живі істоти з незвичайними властивостями або іншопланетні тварини. А в одному із центральних творів письменника — оповіданні «День гніву» — йдеться про тварин, у яких штучно розвинули мозок, та пов'язані з цим моральні та етичні проблеми. Для творів Гансовського також характерно глибоке проникнення у психологію своїх героїв та розуміння їх внутрішнього світу.
Переважно в останні роки свого життя Север Гансовський звернувся до теми так званого «прогресорства» та альтернативної історії. Першим таким твором стало написане ще у 1967 році оповідання «Демон історії». Елементи альтернативної історії містить також повість «Вінсент ван Гог». Проте найбільш ці напрямки у творчості письменника проявились у повісті «Втеча», у якій ідеться про те, що особа з далекого майбутнього як покарання засилається спочатку в далеке минуле, а пізніше в Росію XVIII століття, де він відразу на основі своїх знань розпочинає впроваджувати новітні технології та прогресивніші соціальні відносини. Проте його швидко переправляють у його власний час, і показують комп'ютерну модель розвитку подій при подальшому продовженні самостійного впровадження ним нових технологій та суспільних відносин, з якої видно, що це б призвело до значного кровопролиття. У цьому та інших творах подібної тематики письменник ніби закликає від бездумного втручання в долю людини, та говорить, що історію переробити неможливо, а людство повинно пережити самостійно свій еволюційний розвиток, та саме повинно навчитись на своїх помилках минулого.

## Художня творчість
Север Гансовський став відомим не лише як письменник-фантаст, а й як художник-графік. Незважаючи на те, що під час війни він отримав серйозне поранення китиць, та не міг тримати олівця звичайним способом, трьома пучками, він малював, вимушено затискаючи його всіма п'ятьма пальцями. Наслідком цього стало те, що всі його малюнки виконані в стилі пуантилізму. Першим художні здібності Гансовського, як і хист до написання фантастичних творів, побачив Аркадій Стругацький, який часто спостерігав, як Гансовський малює під час спільних бесід, та давно визнав якість його малюнків. Уперше Стругацький-старший запропонував Гансовському ілюструвати книгу в розмові із представником журналу «Байкал», де мала публікуватися повість Стругацьких «Равлик на схилі», та саме яку запропонував ілюструвати Гансовському Стругацький. Ці ілюстрації досі вважаються найкращими до цієї повісті. Пізніше Север Гансовський неодноразово ілюстрував власні збірки творів, зокрема «Йде людина» в 1971 році та «Інстинкт?» у 1988 році, а також окремі твори інших письменників у журналі «Техніка — молоді».

## Фільмографія та акторська творчість
Окрім письменницької творчості, Север Гансовський також написав сценарії до кількох фільмів, а також сам знімався у кіно. У 1967 році за мотивами його однойменної п'єси був поставлений фільм-спектакль «Північно-західніше Берліна». У 1968 році за його сценарієм було поставлено фільм-спектакль «Голос». У 1977 році за мотивами його однойменного оповідання знятий мультфільм «Полігон». У 1985 році екранізоване оповідання Севера Гансовського «День гніву» (щоправда, на думку Гансовського, фільм вийшов невдалим). Також у 1985 році у НДР на кіностудії ДЕФА екранізована повість Гансовського «Вінсент ван Гог» під назвою «Візит до ван Гога».
У 1988 році сам Север Гансовський знімався у фільмі «Генеральна репетиція» у ролі Шаполінського.

## Тварини у житті та творчості Севера Гансовського
Север Гансовський дуже любив тварин, та бережно ставився узагалі до природи. Таке відношення до живого розпочалось у письменника з часів Другої світової війни. Із розповідей його дочки, під час війни після поранення Гансовський працював на конезаводі, де у нього виникли дуже теплі відносини з одним із конів. Пізніше у будинку Гансовського постійно жили тварини, особливо письменник любив котів, та навіть збирав колекцію кошачих вусів. Окрім цього, Гансовський завжди старався знаходити можливість допомогти природі. Дізнавшись про необхідність грошової допомоги притулку для коней, які тривалий час працювали в цирку, Гансовський негайно надав її сам, та закликав своїх знайомих також надати допомогу. У його щоденнику зберігся запис: «…понеділок. Врятувати калину на болоті.» Ці моральні принципи він передав і своїй дочці, яка згадує, що першою книжкою, яку їй рекомендував прочитати батько, був роман французького письменника Веркора «Люди чи тварини?», присвячений саме відношенню людей до інших живих істот. Зі слів дочки та близьких знайомих письменника, Север Гансовський був вегетаріанцем. Сама ж дочка письменника, Ілона Гансовська, яка стала відомою художницею, та його внучка, стали веганами.
У творчості Севера Гансовського живі істоти також займали помітне місце. Зокрема, в одному з ранніх оповідань письменника «Господар бухти» йдеться про тварину, яка за необхідності може ставати як багатоклітинною, так і одноклітинною. У оповіданні «Стальна змія» розповідається про раптову появу невідомої науці тварини із значною фізичною силою та життєздатністю. Темою одного із центральних творів Гансовського — оповідання «День гніву» — є наслідки експерименту з розвитку інтелектуальних здібностей у тварин без відповідного розвитку моральних складових особистості. Кілька оповідань письменника також присвячені зустрічам людини з іншопланетними тваринами та відношення до них людей («Врятувати декабра!», «Не єдині сущі»).

## Особисте життя
Север Гансовський був одружений, та мав дочку. Його дочка, Ілона Гансовська, стала відомою художницею, була веганом та активним захисником прав тварин, загинула в автокатастрофі у грудні 2008 року. Його рідна сестра Вероніка була другою дружиною письменника Валентина Пікуля.

## Нагороди та премії
Север Гансовський двічі нагороджений орденом Вітчизняної війни 1 та 2 ступеня. У 1989 році Северу Гансовському присуджена премія «Аеліта» за збірку «Інстинкт?». У 1987 році письменник також номінувався на здобуття премії «Велике Кільце» за повість «…і мідні труби» (фрагмент повісті «Втеча»).